# America Live with Megyn Kelly
America Live with Megyn Kelly foi um programa de notícias americano introduzido no canal Fox News. O programa foi ao ar de 1º de fevereiro de 2010 até o final de 2013 e foi apresentado por Megyn Kelly, ex-co-apresentadora do America's Newsroom. Passava de 13h às 15h, horário padrão do leste dos Estados Unidos, de segunda à sexta-feira.

## Sobre o programa
America Live era um programa de notícias ao vivo no qual a apresentadora Megyn Kelly apresentava as principais notícias e debates sobre polêmicas questões sociais e políticas. Kelly também discutia questões jurídicas dos Estados Unidos, que vão desde disputas legais de celebridades a processos judiciais relacionados ao governo e, em eventualidades, tópicos incomuns. America Live apresentou um segmento de assinatura, Kelly's Court , que Kelly reprisou de seu papel anterior no programa America's Newsroom. No Tribunal de Kelly, a âncora e a advogada discutem disputas jurídicas inovadoras com um painel jurídico e declara sua opinião sobre o que deve e é provável que ocorra por meio do sistema judicial.
A repórter da Fox News, Shannon Bream, muitas vezes ancorou o programa durante as ausências de Kelly. Rick Folbaum e Juliet Huddy co-ancoraram o programa ocasionalmente, e Martha MacCallum também serviu como âncora substituta para o show.
Em 3 de julho de 2013, Megyn Kelly anunciou no ar que tiraria licença-maternidade e não apresentaria mais o America Live. Ela também revelou que em seu retorno no outono, ela se mudaria para um programa do horário nobre, The Kelly File, começando na segunda-feira, 7 de outubro de 2013. De 4 de julho de 2013 a 27 de setembro de 2013, o programa foi apresentado por rotação de Shannon Bream, Martha MacCallum, Alisyn Camerota, Gregg Jarrett e Heather Childers. A Fox News anunciou em 25 de setembro de 2013 que o America Live seria cancelado para dar espaço de uma hora para o programa America News HeadQuarters e uma hora para o programa The Real Story com Gretchen Carlson.